# Македонски Брод
Македонски Брод (раније Брод) је град у Северној Македонији, у западном делу државе. Македонски Брод је седиште истоимене општине, као и средиште области Порече.

## Географија
Град Македонски Брод је смештен у средишњем делу Северне Македоније. Од најближег већег града, Кичева град је удаљен 26 km источно, а од главног града Скопља 80 km јужно.
Рељеф: Македонски Брод је средиште историјске области Порече, која обухвата средишњи део слика реке Треске. Дато подручје је изразито планинско. Насеље је положено у долини Треске, на приближно 540 m надморске висине. Западно од града издиже се планина Песјак, јужно Бушева планина, а источно Даутица. Западно од насеља долина је шира и плоднија.
Клима у Македонском Броду је континентална.
Воде: Кроз Македонски Брод протиче река Треска, која на на месту где река прави заокрет из правца запад-исток у правац југ-север. Она северније улази у Поречку клисуру.

## Историја
Подручје Македонског Брода је било насељено још од праисторије. Међутим, све до почетка 20. века Македонски Брод је био омање село насељено словенским, православним живљем. Почетком 20. века цео Брод и Порече су били наклоњени српској народној замисли, па се месно становништво у огромној већини изјашњавало Србима.
У Броду је радила српска народна школа 1871-1878. године. После дводеценијског присилног прекида рада, поново је отворена 1898. године.
Значајнији развој насеља уследио је после Другог светског рата, када Македонски Брод постаје седиште простране општине. Тада насеље добиле црте градића.
1912. године Македонски Брод се са околином припаја Краљевини Србији, касније Краљевини Југославији, кад град носи име Јужни Брод. Од 1991. године град је у саставу Северне Македоније.

## Становништво
По попису становништва из 2021. године, град Македонски Брод имао је 3.643 становника, што је десетоструко више него почетком 20. века.
| Национални састав према попису из 2021.‍ | Национални састав према попису из 2021.‍ | Национални састав према попису из 2021.‍ | Национални састав према попису из 2021.‍ | Национални састав према попису из 2021.‍ |
| --------------------------------------- | --------------------------------------- | --------------------------------------- | --------------------------------------- | --------------------------------------- |
|                                         |                                         |                                         |                                         |                                         |
| Македонци                               | Македонци                               |                                         | 3.511                                   | 96,4%                                   |
| непописани                              | непописани                              |                                         | 93                                      | 2,5%                                    |

Већинска вероисповест у насељу је православље.

## Познате личности
- Бошко Вирјанец, четнички војвода у Старој Србији
- Михаило Јосифовић, четнички војвода у Старој Србији
- Тасе Коневић, српски свештеник и четник у Старој Србији
- Мицко Крстић, четнички војвода у Старој Србији
- Зафир Премчевић, четнички војвода у Старој Србији
- Тренко Рујановић, четнички војвода у Старој Србији
- Дане Стојановић, четнички војвода у Старој Србији
- Војислав Сајковић, официр ЈВуО